# نجيب بقيلة
نجيب بُقيلة أو نايب أرماندو بوكيلي أورتيز (بالإسبانية: Nayib Armando Bukele Ortez)‏ (من مواليد 24 يوليو 1981)، هو سياسي ورجل أعمال سلفادوري والرئيس الحادي والثمانين للسلفادور منذ 1 حزيران/يونيو 2019، وهو أول رئيس منذ خوسيه نابوليون دوارتي (1984-1989) الذي لم يتم انتخابه كمرشح عن أي من الحزبين السياسيين الرئيسيين في البلاد: جبهة فارابوندو مارتي للتحرير الوطني ذات الميول اليسارية والتحالف الجمهوري القومي ذي الميول اليمينية. وأسس بقيلة شركة إعلانات في عام 1999 وعمل في شركة إعلانات مملوكة لوالده أرماندو بقيلة قطان؛ وأعلنت كلتا الشركتين عن حملات انتخابية لحزب جبهة فارابوندو.
دخل بُقيلة السياسة في عام 2011؛ وفي العام التالي، انضم إلى جبهة فارابوندو مارتي للتحرير الوطني وشغل منصب عمدة نويفو كوسكاتلان لمدة ثلاث سنوات من عام 2012 إلى عام 2015، ثم خدم لمدة ثلاث سنوات (من عام 2015 إلى عام 2018) كرئيس لبلدية سان سلفادور عاصمة البلاد. بعد فوزه في الانتخابات البلدية كعضو في جبهة فارابوندو مارتي للتحرير الوطني، طرد بُقيلة من الحزب في عام 2017. وفي عام 2018، أسس حزبه السياسي الخاص «أفكار جديدة» بعد فترة وجيزة، وسعى للفوز في الانتخابات الرئاسية السلفادورية 2019 مع حزب التغيير الديمقراطي من يسار الوسط، لكن خططه تغيرت عندما أصدرت المحكمة الانتخابية العليا  قرارًا بحل حزب التغيير الديمقراطي، ونتيجة لذلك ترشح بقيلة مع التحالف الكبير من أجل الوحدة الوطنية الذي ينتمي إلى يمين الوسط وفاز في الانتخابات بنسبة 53% من الأصوات.
نفذ بقيلة خطة السيطرة الإقليمية في يوليو 2019 لتقليل معدل جرائم القتل في السلفادور لعام 2019 والذي بلغ 38 لكل 100000 شخص، وانخفضت جرائم القتل بنسبة 50% خلال العام الأول لبُقيلة في منصبه، وهو ما أرجعه إلى نشر الآلاف من رجال الشرطة والجنود في معاقل العصابات وزيادة الأمن في السجون؛ واتهمت وكالة الأنباء الرقمية إل فارو ووزارة الخارجية الأمريكية حكومته بالتفاوض سرًا مع عصابة مارا سالفاتروشا لتقليل عدد جرائم القتل. ، واعتقلت حكومة بُقيلة أكثر من 83900 شخص بحلول ديسمبر 2024 يُزعم أنهم ينتمون إلى عصابات في حملة قمع وطنية ردًا على مقتل أكثر من 80 شخصًا على يد مجرمين خلال عطلة نهاية أسبوع واحدة في آذار/مارس 2022. وانخفض معدل جرائم القتل في البلاد إلى 1.9 جريمة قتل لكل 100000 في عام 2024، وهو أحد أدنى المعدلات في الأمريكيتين.
يُنسب الفضل إلى بُقيلة في شنه حربا على العصابات أدت إلى إضعاف عملياتها بشكل فعال، مما أدى إلى انخفاض جرائم القتل بنسبة 60٪ تقريبًا في عام 2022. وبسبب هذه الحملة أصبح لدى السلفادور أعلى معدل سجن في العالم اعتبارًا من عام 2023، ووجهت اتهامات بارتكاب انتهاكات لحقوق الإنسان لقوات الأمن السلفادورية. انخفض معدل جرائم القتل بنسبة 70% في عام 2023 إلى 2.4 لكل 100 ألف، وهو مستوى قياسي منخفض أقل من أي دولة أخرى تقريبًا في أمريكا اللاتينية.
أقر بقيلة قانونًا جعل عملة البتكوين عملة قانونية في السلفادور وروج لخطط بناء مدينة بيت كوين. في يونيو 2023، وافقت الجمعية التشريعية على مقترحات بقيلة لتقليص عدد البلديات من 262 إلى 44 وعدد المقاعد في الهيئة التشريعية من 84 إلى 60. ترشح لإعادة انتخابه في الانتخابات الرئاسية لعام 2024 وفاز بنسبة 85 في المائة من الأصوات بعد أن أعادت المحكمة العليا تفسير حظر الدستور لإعادة الانتخاب المتتالية.
حافظ بُقيلة على معدلات قبول عالية قياسية بلغت حوالي 90٪ بين السلفادوريين طوال فترة ولايته. وقد اتُهم في بعض الأحيان بالحكم بطريقة استبدادية. في شباط/فبراير 2020، أرسل بُقيلة جنودًا إلى الجمعية التشريعية في محاولة لفرض إقرار مشروع قانون من شأنه تمويل مشتريات إضافية من المعدات للشرطة والقوات المسلحة. في أيار/مايو 2021، قاد بُقيلة حركة لإقالة المدعي العام وخمسة قضاة من المحكمة العليا في السلفادور، وهو ما نددت به وزارة الخارجية الأمريكية ومنظمة الدول الأمريكية ووصفته بأنه تراجع عن الديمقراطية. واندلعت احتجاجات ضد حكومة بُقيلة في أيلول/سبتمبر 2021 بعد الموافقة على اعتبار عملة البيتكوين عملة قانونية.
أدى إعلانه عن ترشحه في الانتخابات العامة السلفادورية لعام 2024 إلى انتقادات من قبل خبراء ومنظمات القانون الدستوري بأن إعادة الانتخابات الرئاسية الفورية تنتهك دستور البلاد. كان آخر رئيس يسعى لإعادة انتخابه هو أنطونيو ساكا في عام 2014، في حين أن آخر رئيس أعيد انتخابه بنجاح كان ماكسيميليانو هيرنانديز مارتينيز في عام 1944. علقت صلاحيات بُقيلة ونائبه أولوا في 1 ديسمبر 2023 من أجل التركيز على حملة إعادة انتخابهما، وتولت كلوديا رودريغيز دي جيفارا صلاحيات وواجبات بُقيلة كرئيس بالإنابة. فاز بُقيلة بإعادة انتخابه في 4 شباط/فبراير 2024 بنسبة 84.65 بالمائة من الأصوات.

## حياته
ولد نجيب بُقيلة في يوم 24 يوليو عام 1981 في العاصمة سان سلفادور، والدته هي أولغا أورتيز بُقيلة ووالده هو أرماندو بُقيلة قطان وهو رجل أعمال مرموق من أصل فلسطيني، وقد اعتنق الإسلام وصار إماماً في مساجد السلفادور. وفقًا لصحيفة تايمز إسرائيل، كان أجداد نجيب بُقيلة من جهة الأب مسيحيين فلسطينيين من القدس وبيت لحم، بينما كانت جدته لجهة الأم كاثوليكية وكان جده من جهة الأم مسيحيا على أرثوذكسيا. نجيب متزوج من غابرييلا رودريغيز، وهي طبيبة نفسية ومربية من جذور يهوديَة شرقية. توفي والد بقيلة في عام 2015. كان بوقيلة الطفل الأول لوالديه لديه ثلاثة إخوة أصغر سناً (كريم ويوسف بقيلة وإبراهيم بقيلة)، ولديه أربع أخوات غير شقيقات من الأب وشقيقان غير شقيقين من الأب.
بدت أمارات النبوغ عند نجيب منذ صغره، فقد أسس أولى شركاته وهو في سن الثامنة عشرة. وبحسب صحيفة إلفارو، فهو يمتلك شركة ياماها السلفادور (وهي الوكيل الحصري لمنتجات ياماها في السلفادور). كما أنه رئيس ومدير لشركة أوبرمت.
انتخب عمدة لمدينة نويفو كوسكتلان في عام 2012 بحصوله على 49.7% من الأصوات. كما انتخب عام 2015 عمدة مدينة سان سلفادور بحصوله على 50.3% من الأصوات.
يعتبر بُقيلة من السياسيين الشباب المشهورين بالرغم من انتقاده بأنه لا يملك رؤية سياسية واضحة تدعم شخصيته المحبوبة. كما أن ازدواجية دينه كانت مثيرة للجدل، إذ أنه من أب مسلم وأم مسيحية، وهو ما شكك في حقيقة انتمائه الديني، ما جعله يتلقى انتقادات لأدائه الصلاة في مسجد خلال انتخابات 2019. ولدحض ذلك، صرّح علناً أنه يعتبر نفسه من أتباع الديانة المسيحية على مذهب الكنيسة الرومانية الكاثوليكية، ودافع عن نفسه قائلا أنه يعتبر نفسه مؤمنا بالله أولا وليس تابعا لأي ديانة. وفي مقابلة أجراها عام 2015 قال: «أنا لست شخصًا يؤمن كثيرًا بالطقوس الدينية. ومع ذلك، فأنا أؤمن بالله، وبيسوع المسيح. أنا أؤمن بكلمته وأؤمن بكلمته التي أوردها الكتاب المقدس. وأنا أعلم أن الله لا يرفض أحدًا بسبب أصوله».

## زيارة فلسطين
قام بُقيلة بزيارة رسمية لفلسطين في فبراير 2018، بدعوة من اتحاد البلديات الفلسطينية وأجرى عدة لقاءات مع رؤساء بلديات صهاينه لا سيما تل أبيب والقدس المحتلة، وشارك في طقوس يهودية عند حائط البراق، وجبل هرتزل في القدس.
استنكرت الجالية الفلسطينية في السلفادور هذه الزيارة، وأوضحت المؤسسات الفلسطينية الناشطة في صفوف الجالية الفلسطينية في سلفادور، عن رفضها واستنكارها الشديد لقيام عمدة العاصمة سلفادورية بُقيلة والمنحدر من أصول فلسطينية من مدينة القدس، كما وعبرت المؤسسات الفلسطينية في السلفادور عن غضبها الشديد من تنكر نجيب بُقيلة من جذوره الفلسطينية، والتاريخ المشرّف الذي خطه والده د. أرمندو بُقيلة الذي توفي في 2017، وكان من أشد وأكبر المدافعين عن القضية الفلسطينية، ومن أهم الشخصيات المعروفة في سلفادور وبين أفراد الجالية الفلسطينية والعربية، وأكثرهم نشاطاً وحراكاً ودعماً للفعاليات والأنشطة الوطنية والثقافية التي ترسخ الجذور الفلسطينية الأصيلة بين أبناء الجالية الفلسطينية وتعزز انتماؤهم بوطنهم الأم فلسطين. [بحاجة لمصدر]